# این است ۴۰
این است ۴۰ (به انگلیسی: This Is 40) فیلمی در ژانر کمدی و عاشقانه محصول سال ۲۰۱۲ آمریکا به کارگردانی جاد اپتاو است. در این فیلم بازیگرانی همچون پاول راد، لزلی من، جان لیسگو، مگان فاکس، آلبرت بروکس، جیسون سیگل، کریس اودوود، ملیسا مک‌کارتی و گراهام پارکر ایفای نقش کرده‌اند. این فیلم دنباله فیلم باردار است.